# Stefan Kozicki
Stefan Kozicki (ur. 11 marca 1923 w Szczebrzeszynie, zm. 5 marca 1991 w Warszawie) – polski pisarz, reportażysta oraz scenarzysta telewizyjny i filmowy.

## Życiorys
Był absolwentem Wydziału Filozofii (socjologia) na Uniwersytecie Warszawskim. W czasie wojny służył w Armii Krajowej, brał też udział w powstaniu warszawskim. Debiutował jako publicysta w roku 1945 na łamach prasy młodzieżowej. W latach 1946–1948 należał do PPR, od 1948 roku należał do PZPR. W latach 1948–1951 przebywał we Francji. W latach 1952–1957 był redaktorem tygodnika „Nowa Kultura”, w latach 1957–1969 tygodnika „Polityka”, zaś w latach 1969–1981 tygodnika „Kultura”.
Odznaczony m.in.: Krzyżem Srebrnym Orderu Virtuti Militari (za udział w powstaniu warszawskim), Krzyżem Komandorskim i Kawalerskim Orderu Odrodzenia Polski, Złotym i Srebrnym Krzyżem Zasługi i Krzyżem Walecznych.
Był żonaty z Joanną (Anką) Broniewską, córką Władysława Broniewskiego  Z tego związku urodziła się w 1948 roku córka Ewa Zawistowska z domu Kozicka,  poetka i dziennikarka.

## Współpraca z organami bezpieczeństwa publicznego
W latach 1948–1951, w czasie pobytu w Paryżu, jako TW „Piotr” był informatorem organów bezpieczeństwa.

## Twórczość
- Prowincja czyli tajemnice powiatowej władzy
- Kazachstan
- Sputniki na co dzień
- Szukam miss powiatu
- Nie ma ucieczki od ludzi
- Podzwonne dla parafii
- Brudny zeszyt Agnieszki
- Delegacja do czyśćca
- Obiad u Boga Ojca
- Tam, gdzie woda najczystsza